# Az-Záhir Tatar egyiptomi szultán
Az-Záhir Tatar, azaz Szajf ad-Dín Tatar az-Záhirí (? – Egyiptom, Kairó, 1421. november 30.) az egyiptomi burdzsí (cserkesz) mamlúkok hetedik szultánja volt (uralkodott 1421. augusztus 29-étől haláláig). Teljes titulusa al-Malik az-Záhir, melynek jelentése „a fényességes király”. 
Al-Muajjad Sajh huszonéves, hadi babérokkal ékeskedő idősebbik fia, asz-Szárimí Ibráhím még életében elhunyt, 1420. június 27-én. Az öreg szultán ekkor nem egészen egyéves kisfiát, Ahmadot próbálta elismertetni az elittel örökösének, ezért összehívott egy gyűlést az emírek, a vallás- és jogtudósok, illetve a kalifa, II. al-Mutadid részvételével. A gyűlés elfogadta a feltételeit, de amikor január 14-én meghalt, még aznap, eltemetése előtt felrúgták az általa kívánt uralmi rendet, és az-Záhir Barkúk egy másik mamlúkja, Tatar az-Záhirí vette át az irányítást al-Muzaffar Ahmad szultán feje felett, letörve Sajh fiatalabb híveinek (muajjadijja) ellenállását. Tatar augusztus 29-ére erősödött meg annyira, hogy letehesse Ahmadot, felrúgva Sajh dinasztiaalapítási törekvését. Tatar nem sokáig élvezhette egyeduralmát, mivel november 30-án elhunyt. Tízesztendős fiára, asz-Szálih Muhammadra hagyta trónját, akit hónapokon belül megbuktattak.